# Deep, Deep Trouble
Deep, Deep Trouble is een single van het album The Simpsons Sing the Blues, dat gemaakt is naar aanleiding van de animatieserie The Simpsons.
Hoewel de single in 1990 werd uitgebracht, wordt hij gezien als de tweede single van het album. Het lied werd geproduceerd door DJ Jazzy Jeff.

## Hitlijsten
"Deep, Deep Trouble" was succesvol in het Verenigd Koninkrijk, waar de single de zevende plaats in de top 10 haalde.
"Deep, Deep Trouble" was tevens de single die de Simpsons hun eerste (en enige) positie in de hitlijsten van Verenigde Staten gaf. De single werd #69 op de Billboard Hot 100.

## Track listing (cd-single)
De remixen werden ook geproduceerd door DJ Jazzy Jeff.
1. Deep, Deep Trouble (LP Versie)
2. Deep, Deep Trouble (Dance Mix Edit)
3. Deep, Deep Trouble (Full Dance Mix)
4. Siblings Rivalry (LP Versie)

## Trivia
- In "Bart Simpson: The Music Video" wordt "Deep, Deep Trouble" gehoord tijdens de clips van seizoenen 6 en 14.
- Er is een muziekvideo met dit nummer. Verder staat het nummer op de dvd van het tweede seizoen van de serie.

Homer Simpson · Marge Simpson · Bart Simpson · Lisa Simpson · Maggie Simpson · Abraham Simpson · Patty en Selma Bouvier · Jacqueline Bouvier · Mona Simpson · Santa's Little Helper · Snowball II · Familie Bouvier
Jasper Beardley · Comic Book Guy · Eddie en Lou · Maude Flanders · Ned Flanders · Professor Frink · Barney Gumble · Julius Hibbert · Lionel Hutz · Eerwaarde Lovejoy · Kapitein Horatio McCallister · Hans Moleman · Bleeding Gums Murphy · Apu Nahasapeemapetilon · Mayor Joe Quimby · Dr. Nick Riviera · Agnes Skinner · Cletus Spuckler · Squeaky Voiced Teen · Disco Stu · Moe Szyslak · Kirk Van Houten · Luann Van Houten · Chief Clancy Wiggum
Gary Chalmers · Rod en Todd Flanders · Jimbo Jones · Kearney · Edna Krabappel · Otto Mann · Nelson Muntz · Martin Prince · Seymour Skinner · Milhouse Van Houten · Ralph Wiggum · Groundskeeper Willie · andere studenten
Montgomery Burns · Carl Carlson · Lenny Leonard · Waylon Smithers
Itchy en Scratchy · Kent Brockman · Krusty de Clown · Troy McClure · Rainier Wolfcastle · Radioactive Man
Snake · Kang & Kodos · Sideshow Bob · Fat Tony
Treehouse of Horror
Bart vs. the World · Bart Simpson's Escape from Camp Deadly · The Simpsons Arcadespel · Bart vs. the Space Mutants · Bart's House of Weirdness ·Bart vs. The Juggernauts · Krusty's Fun House · Bartman Meets Radioactive Man · Bart's Nightmare · The Itchy and Scratchy Game · Virtual Bart · Bart and the Beanstalk · Itchy & Scratchy in Miniature Golf Madness · Cartoon Studio · Virtual Springfield · Night of the Living Treehouse of Horror · Bowling · Wrestling · Road Rage · Skateboarding · Hit & Run · The Simpsons Game · The Simpsons: Tapped Out
The Simpsons · The Simpsons Pinball Party
Strips: Simpsons Comics · Bart Simpson serie · Itchy & Scratchy Comics · Bart Simpson's Treehouse of Horror · Futurama/Simpsons Infinitely Secret Crossover Crisis
Tijdschrift: Simpsons Illustrated
Boeken: Bart Simpson's Guide to Life · Family Album · Library of Wisdom · Complete Guides · Planet Simpson · The Simpsons and Philosophy
Actiefiguurtjes: World of Springfield
The Simpsons Movie
Bankgrap ·
Canyonero · 
D'oh! · 
Duff Beer · 
Schoolbordgrap · 